# Новобратське (Бериславський район)
Новобра́тське (раніше Зандфельд, Шамай, № 10) — село в Україні, у Кочубеївській сільській територіальній громаді Бериславського району Херсонської області. Населення становить 240 осіб.

## Історія
7 (20) листопада 1917 року, відповідно до Третього Універсалу Української Центральної Ради, увійшло до складу Української Народної Республіки.
12 червня 2020 року, відповідно до Розпорядження Кабінету Міністрів України від № 726-р «Про визначення адміністративних центрів та затвердження територій територіальних громад Херсонської області», увійшло до складу Кочубеївської сільської громади.
19 липня 2020 року, в результаті адміністративно-територіальної реформи та ліквідації   Високопільського району.увійшло до складу Бериславського району.

## Населення
Згідно з переписом УРСР 1989 року чисельність наявного населення села становила 271 особа, з яких 131 чоловік та 140 жінок.
За переписом населення України 2001 року в селі мешкало 240 осіб.

### Мовний склад
Рідна мова населення за даними перепису 2001 року:
| Мова       | Чисельність, осіб | Доля     |
| ---------- | ----------------- | -------- |
| Українська | 210               | 87,50 %  |
| Російська  | 28                | 11,66 %  |
| Інше       | 2                 | 0,84 %   |
| Разом      | 240               | 100,00 % |